# 谢列霍夫区
谢列霍夫区（俄语：Шелеховский район）是俄罗斯联邦伊尔库茨克州下辖的一个区，其行政中心为谢列霍夫。据2016年统计，该区的人口为64690人。